# Girsu
Girsu var huvudstad i den sumeriska stadsstaten Lagash. Staden låg cirka 25 kilometer från Lagash. Furstarna av den så kallade andra dynastin av Lagash styrde härifrån. Till dessa furstar hör Gudea som lämnat efter sig otaliga statyer och långa inskrifter. Stadens huvudgud hette Ningirsu, vilket helt enkelt betyder "Girsus herre". Girsu var tillsammans med grannstaden Lagash en viktig stadsstat.

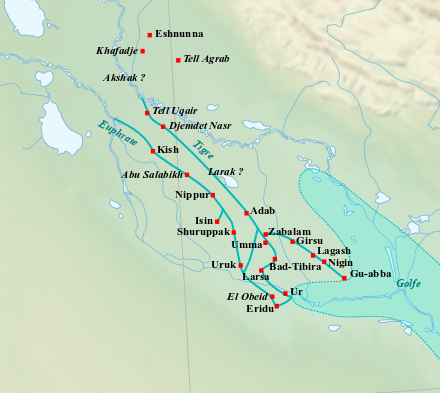
Girsu